# Temne

Karte der Ethnien in Sierra Leone; die Temne-Gebiete in Orange

Die Temne (sehr selten und veraltet Timmene) sind eine Ethnie im westafrikanischen Sierra Leone. Mit einem Anteil von 31,7 % und 2,22 Millionen Menschen (Stand 2015) stellen sie nach den Mende den Hauptteil der Bevölkerung des Landes.
Ihre Siedlungsgebiete liegen am Rokel-Fluss im Nordwesten von Sierra Leone.
Die Sprache der Temne, das Temne, ist nahe verwandt mit der des benachbarten kleinen Volkes der Bullom-Sherbro und jener der Baga in Guinea.

## Geschichte
Die Temne wanderten im späten 15. oder frühen 16. Jahrhundert in ihr heutiges Gebiet ein und spielten vermutlich zur Zeit der Reiche Mali und Songhai eine bedeutende Rolle im Fernhandel mit Kolanüssen. Der Begriff Kolanuss soll von dem entsprechenden Temne-Wort aŋ-kola stammen. Als ihr Gründer gilt Farma Tami.
Die Temne trieben auch Handel mit den Portugiesen an der Küste.

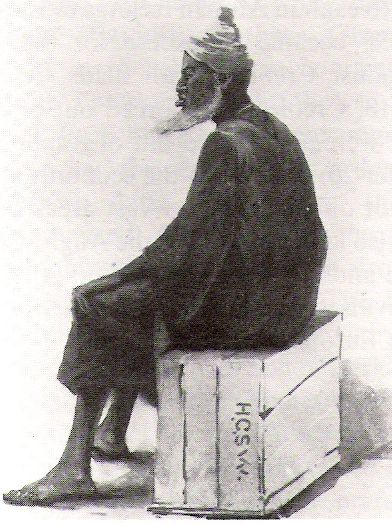
Bai Bureh, Führer des Temneaufstandes 1898

1898 führten die Temne, geführt von Bai Bureh, einen Aufstand (Mende-Temne-Krieg) gegen die Besteuerung durch die britische Kolonialmacht, wobei sie sich auch gegen die – den Briten näherstehenden – Kreolen und Mende wandten.

## Kultur
Heute sind die Temne hauptsächlich Reisbauern, Meeresfischer und Händler. Die meisten sind Muslime, wobei sie jedoch auch Elemente traditioneller animistischer Religionen beibehalten haben. Es gibt Geheimgesellschaften, die Poro ist diejenige für Männer und die Bondo diejenige für Frauen. Die bedeutendsten Rituale der Temne sind die Krönungen oder Begräbnisse von Chiefs und die Initiation neuer Geheimgesellschaftsmitglieder.
Bei manchen Sierra-Leonern aus anderen Volksgruppen gelten die Temne als aggressiv, auch weil sie früher Kriege gegen benachbarte Völker führten.
Die Volksmusik der Temne ist als Bubu bekannt. Die ursprünglich rituelle Musik wird heute auch beim Ramadan verwendet. Populär wurde sie durch den Sänger und Komponisten Janka Nabay.